# Jack Hickey
Pour les articles homonymes, voir Hickey.
Pas d'image ? Cliquez ici

a Compétitions nationales et continentales officielles uniquement.

b Matchs officiels uniquement.
Jack Hickey, né le 4 janvier 1887 à Sydney (Australie) et mort dans la même ville le 15 mai 1950, est un joueur international australien de rugby à XV et international australien de rugby à XIII évoluant au poste de centre dans les années 1900 et 1910. Il a donc évolué sous les deux codes de rugby.

## Carrière

### En rugby à XV
Hickey est sélectionné au sein de l'équipe d'Australie de rugby à XV en tournée dans les îles britanniques et en Amérique du nord, sous la conduite du capitaine Chris McKivat en 1907-1908. Il connaît sa première sélection au poste de centre contre le pays de Galles le 12 décembre 1908 et a une nouvelle sélection le 9 janvier 1909 contre l'Angleterre. Il profite de la tournée pour participer avec l'Australie aux Jeux olympiques d'été de 1908 à Londres. Le tournoi olympique se réduit à une unique rencontre valant finale entre l'équipe représentant la Grande-Bretagne et celle d'Australasie. Celle-ci l'emporte par 32 points à 3.

### En rugby à XIII
Il change de code et passe à XIII. Il joue pour l'Équipe d'Australie de rugby à XIII contre l'Équipe de Grande-Bretagne de rugby à XIII le 18 juin 1910. Quatre anciens Wallabies débutent aussi ce jour-là : John Barnett, Bob Craig, Chris McKivat et Charles Russell. Ils deviennent les onzième à quinzième joueurs internationaux australiens sélectionnés dans les deux codes. Cette scène reproduit un fait qui s'est produit deux ans plus tôt : Micky Dore, Dally Messenger, Denis Lutge, Doug McLean snr et Johnny Rosewell débutent tous pour les Kangaroos dans le premier test contre la Nouvelle-Zélande.